# Независимое от провайдера адресное пространство
Независимое от провайдера адресное пространство — это блок IP-адресов, назначаемых региональным реестром Интернета (RIR) непосредственно организации конечного пользователя.  Пользователь должен заключить контракт  с локальным интернет-реестром (LIR) через интернет-провайдера, чтобы получить маршрутизацию блока адресов в Интернете.
Независимые от поставщиков адреса предоставляют конечным пользователям возможность менять поставщиков услуг без перенумерации их сетей и использовать несколько поставщиков доступа. Однако независимые от провайдера блоки могут увеличить нагрузку на глобальные маршрутизаторы, поскольку возможность эффективной агрегации маршрутов через бесклассовую междоменную маршрутизацию (CIDR) может отсутствовать.